# 高陶事件
高陶事件是為1940年1月22日中国抗日战争時期發生的叛逃加文書泄密事件。此事件源起汪精衛政府高級外交官——高宗武同陶希圣在對日談判過後，兩人認爲日方要求過於嚴苛，因而決定逃往英屬香港，實名于《大公报》刊信，聯名揭露汪精衛同日本帝國政府的秘密協議；其中包含《中日新关系调整要纲》以及《关于中日新关系调整的基本原则》、《关于中日新关系调整的具体原则》、《秘密谅解事项》等文件及其附件，統稱“汪日密約”。虽尚处于草案阶段，然上述文件一經揭露亦轟動全國，並使當時重慶國府内部的一些和平主義者對日本徹底絕望，決心戰爭到底。

## 背景
1938年1月16日，近卫文麿发表第一次对华声明，宣布不再与国民政府进行谈判。周佛海为重启和谈，向蒋介石建议将与日本相熟的中国外交官高宗武由汉口送往香港，以收集日本情报，实则意在作为秘密谈判渠道。1938年初，高宗武经由蒋介石同意后，前往香港，以“宗记洋行”名义处理商务，暗中操纵国民党宣传部属艺文研究会香港分会及旗下的日本问题研究所，代替蒋介石与日本联络并获取情报。此项活动由国民政府军事委员会提供每月2000美元的经费。
6月，高宗武并不满足于单纯执行上司之任务，在没有得到蒋介石批准的情况下前往日本，会见陆军大臣板垣征四郎、参谋本部次长多田骏、海军大臣米内光政、国会议员犬养健、参谋本部中国班班长今井武夫等。面对日方要求蒋介石下台的要求，高宗武提出可以以汪精卫为谈判对象。此次访问，无意间令日本政府得到影响，即汪精卫和谈的主张在国民政府内部不受支持，认为与蒋介石谈判无望，决意推翻中国现中央政府。会谈记录由周佛海转呈蒋介石，以作试探。
汪精卫阅毕，指出自己不可能在蒋介石不知情的情况下对日谈判。后蒋介石知悉，勃然大怒，指责高宗武擅自行动，断绝关系并停发经费。但汪精卫认为谈判可以逼迫蒋介石下台，逐步有了单干的想法。1938年10月21日，汪精卫透过路透社，提议中日和谈，公开与蒋介石之分歧。1938年底，高宗武随汪精卫前往河内，发表艳电，要求中日和谈，举国哗然。1939年元旦，国民党开除汪精卫党籍以及职务。

## 经过

### 接洽
随汪精卫出走者分为两派，高宗武、陈公博、陶希圣一派认为要在日本占领区以外建立新政府，此举顶多被视为对国民政府的背叛，否则便是叛国，周佛海一派则认为应当要在日本占领区建立新政府以获得日本支持。然而国民政府暗杀汪精卫失败后，汪精卫并未采纳高宗武一派的主张，决定依靠日本在日本占领区建立新政府。日本与汪精卫组建政府会谈开始后，高宗武心情矛盾彷徨。谈判期间，高宗武两次前往日本，与政府和军方会见，致其深信日本不可信任。此外，高宗武还得知，新政府中自己仅作为外交次长，心怀不满。
1939年春，汪精卫为打探日本方面的意图，派高宗武前往日本。黄群，字溯初，因经商亏本隐居，是高宗武父亲的挚友。在日本期间，高宗武拜访黄群，以温州话密谈，诉说烦恼，黄群则力劝高宗武返回重庆，并表示自己会想办法帮助他。为此，黄群返回上海，经由同乡徐寄庼与杜月笙联系。徐寄庼递一纸条予杜月笙在上海的亲信徐采丞，写道：“高决反正, 速向渝洽。”随后，徐采丞专程前往香港传达消息。杜月笙向徐采丞询问：“是不是黄溯初老先生教高宗武反正的?”徐采丞指，高宗武早有此意，经黄群鼓励点拨，并请代为联络重庆方面。于是，杜月笙提出：若是高宗武可以把密约带出，公诸于世，便可将功赎过，国民政府便既往不咎。徐采丞代为应允。
1939年11月5日，杜月笙飞往重庆向蒋介石报告。蒋介石指示：从速返港，秘密进行。返回香港后，杜月笙告知徐采丞，请黄群火速赶到香港，当面细谈，并转告万墨林，一旦高宗武出走，不惜一切代价护送高宗武及其家眷。徐采丞返回上海，黄群南下香港。为保密，黄群入住杜月笙家中密谈。黄群详细交代高宗武三度赴日的经过，日汪密约的要点，并亲笔写了一份大致的内容要略给杜月笙。杜月笙遂返回重庆复命。

### 谈判
日方草案一经推出，令负责谈判的日方代表影佐祯昭认为苛刻，以为超出近卫声明之范畴，今井武夫亦承认此不过露骨表示日方要求而已。负责谈判的日本情报机关梅机关的成员也认为，草案令人质疑日本的信义，即便汪精卫接受，也不足以促成和平运动，据此请求送回东京再议。影佐祯昭则认为可以以此草案为基础进行谈判，不料汪精卫照单全收，并无异议，自1938年11月1日起展开七轮正式谈判以及影佐祯昭和周佛海之间的密谈。周佛海等一行谈判人员对草案内容亦表示惊诧，认为背离此前声明及协议，但最后也妥协接受。
谈判过程中，高宗武、陶希圣兩人认为日方提出的條件苛刻。陶希圣致信汪精卫与周佛海，请求不再参加谈判，未获允。11月25日，陶希圣妻子万冰如从信件中听出陶希圣有意离开上海，故而带着5个儿女前往，陶希圣得以借故搬出如同软禁般的愚园路汪精卫公馆，搬进法租界环龙路一幢房子。到了12月，高宗武当着陈公博、陶希圣的面，对汪精卫说：“如果你坚持成立南京政权，你只能做个溥仪第二。这样值得吗？这是我最后的忠告。”12月26日，谈判结束，预定于12月30日签字。万冰如以全家性命相逼，要求陶希圣出走，并威胁陶希圣若签字就会被她打死。

### 出逃
12月30日，汪精卫等人签署密約，高宗武与陶希圣借故未参加。当夜，高宗武去陶希圣家中探访，得知陶希圣决定出走，遂决定一同出走。犹豫不决之际，因听闻汪精卫打算杀人灭口，故而决意出逃。
1940年1月4日，经由杜月笙安排，两人登上美国轮船柯立芝总统号，秘密抵达香港。抵达香港后，高宗武将密约副本交予杜月笙。陶希圣致信今井武夫，其中提及“深知汪氏无力量以解决中日问题，其他诸氏只求利禄权位，毫无和平诚意。弟由于失望以至于出走”。1月7日，高宗武托杜月笙呈送蒋介石一信：
顷晤玉笙、溯初两先生，得悉钧座爱护之情无以复加，私衷铭感，莫可言宣。宗武于五日抵此，回顾一年以来，各方奔走，祗增惭愧而已，今后唯有闭门思过，静候尊命，先此奉达，并托玉笙先生代陈一切。另带上密件三十八纸，照片十六张，敬请查收。
陶希圣出走后，万冰如及孩子们行动失去自由，遂求见汪精卫、陈璧君夫妇。汪精卫在会面中请求万冰如劝回陶希圣。1月13日，万冰如带着晋生、范生两个孩子，以及高宗武的学生曾资生，搭船前往香港，剩下三个孩子琴薰、泰来、恒生寄养在汪精卫家作为人质，到码头送行。抵达香港后，经与杜月笙、万墨林商议，陶希圣发回“希圣即可偕返上海”之电报，汪精卫于是放松警惕，前往青岛。曾资生偷偷返回上海联络万墨林，设法带领剩余的陶家三兄妹一同逃离，于1月22日登上轮船。

## 媒体曝光

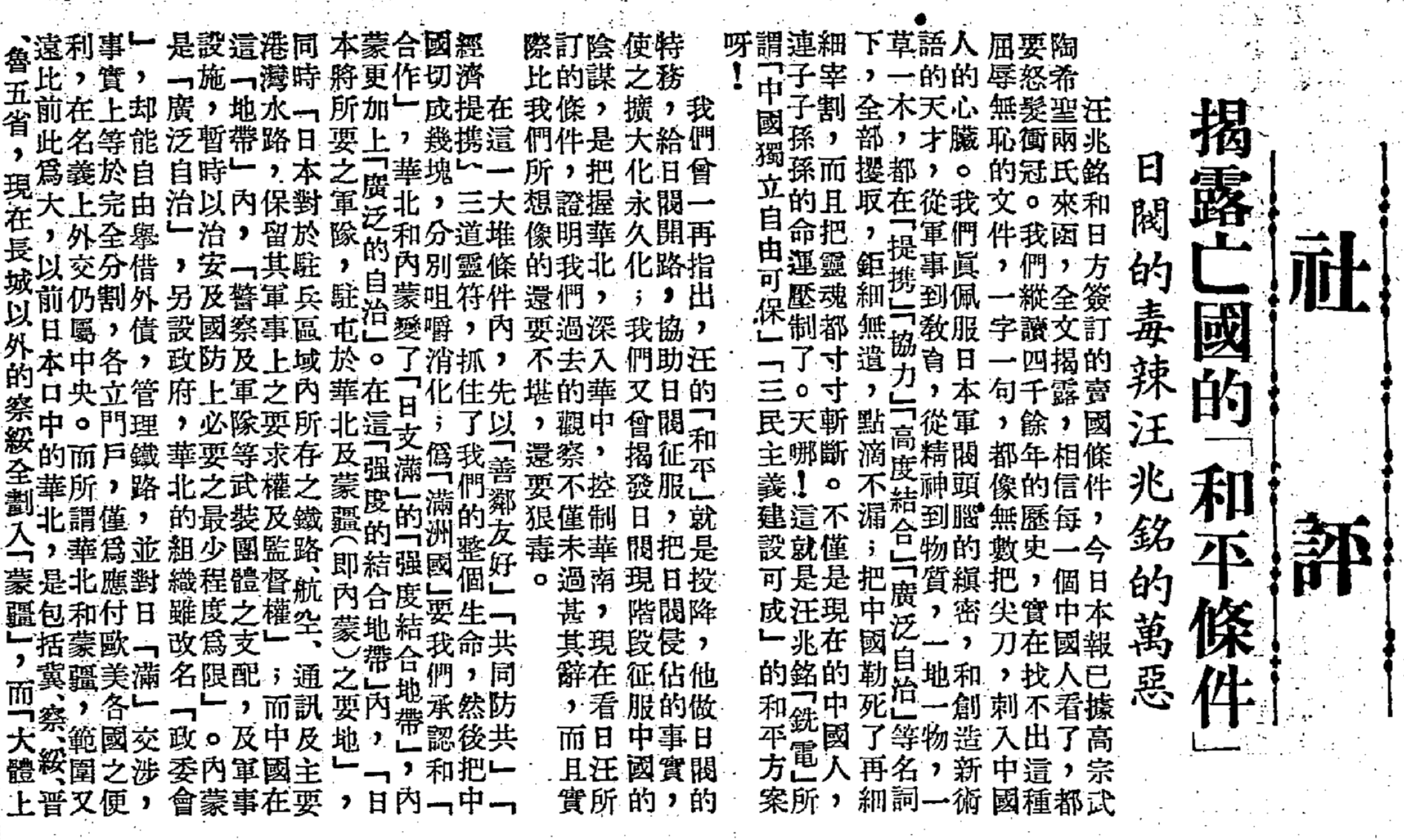
《大公报》刊登社论

1月12日，蒋介石收到密约，阅毕称汪精卫“对国土与主权之丧失毫不关心，而惟以关税存款与四千万圆预付金为组织伪政府之预付金是争，是猪狗不若矣”，并为密约之公布与宣传谋划。1月18日，陈布雷电告国民政府驻香港代表俞鸿钧，请求其转告在香港的中央社社长萧同兹，令其发表协议时附带标题“《日汪秘密协定全文》全文”。19日，陈布雷再度电告俞鸿钧，询问高宗武致信《大公报》之函件有无修改，并将修改字句请示陈博生。
1月21日，正在香港的《大公报》总经理胡政之、总编辑张季鸾经朋友串联，得到密约原文以及相关资料，另附高宗武、陶希圣给《大公报》的亲笔信。胡政之、张季鸾随即将港馆经理金诚夫、编辑主任徐铸成引至住处，要求抄录拍照，并向电告重庆版总编辑王芸生，安排报道，以便和社评在明日早晨一同见报。
1940年1月22日，高宗武及陶希聖兩人在香港《大公报》上发表了密约条文，并奉劝汪精卫悬崖勒马，震惊中外。香港《大公报》以整版篇幅刊出《汪日密约》，并加以大字标题《高宗武、陶希圣携港发布汪兆铭卖国条件全文》以及副标题《集日阀多年梦想之大成！极中外历史卖国之罪恶！从现在卖到将来，从物资卖到思想》，同时还公布了汪精卫所提出的《新政府成立前所急望于日方者》、日方所提出的《关于华方要望之我方答复要旨》等文件，加之高宗武拍摄的密约原文照片。其中，汪精卫承诺禁止一切抗日行为，承认满洲国独立，日軍可以長期佔領華北、長江中下游和華南地區。《大公报》香港版围绕日汪密约，连续发表社评，强烈抨击汪精卫。1月22日当日，《大公报》发表社评《揭露亡国的“和平条件”》。23日，《大公报》香港版发表陶希圣关于“日本对所谓新政权的条件”的谈话。27日，刊登陶希圣在日汪密谈时的笔录。

## 后续
香港《大公报》独家刊载汪日密約后，销量大增。:23022日，香港版不得不加印。密约内容在日本占领区以及国内外广泛传播，引发对汪精卫集团之声讨。汪精卫一派对此恨之入骨。当时，汪精卫等人刚乘坐轮船从上海抵达青岛，与王克敏、梁鸿志会谈。得悉消息后，与影佐祯昭商讨对策。汪精卫本人颇为惊慌，陈璧君自称栽在一个“乡下女人”手里。今井武夫在回忆录中写道，当时参与谈判的人都很沮丧，其中周佛海尤其伤心。周佛海在日记中写道：“高、陶两动物，今后誓当杀之也。”
消息曝光后，由汪精卫在上海的秘书陈春圃辟谣称高、陶二人未参加后续谈判，所涉及条款已经与事实不符合。1月24日下午，汪精卫接受路透社记者采访，期间称去年11月左右，高、陶二人因形迹可疑不再参与重大谈判事项，并声称两人偷拍的是日本方面一部分人的提案，其所言皆是凭空捏造。战后的文件则证实，高、陶二人公布的文件确实是初步提案，但其内容并非虚构，实际的协议则更加广泛和详细。
事件之后，陶希圣在香港創立了国际通讯社，由重庆国民政府提供资金，收集信息以供重庆政要参考。1941年12月，太平洋战争爆发。1942年2月，陶希圣抵达重庆，经陈布雷和蒋介石安排，担任委员长侍从室第五组少将组长。经此事件，汉口《新快报》将黄誉为“抗日耆宿”。黄群去世时，蒋介石亲赠赙仪三十万，由杜月笙转交家属。蒋介石则安排高宗武到美国，并嘱托驻美大使胡适多加关照。高宗武自此隐居华盛顿，直至1994年去世。

## 書籍
- 《"高陶事件" 始末》，陶恆生著，湖北人民出版社，2003年，ISBN 978-721-603-742-6